# Konrad Krafft von Dellmensingen
Konrad Krafft von Dellmensingen, nemški (bavarski) armadni general, veteran prve svetovne vojne, soavtor načrta za preboj pri Kobaridu, * 24. november 1862, Laufen, Gornja Bavarska, †  21. februar 1953, Seeshaupt, Gornja Bavarska.

## Mladost
Rojen je bil v družini iz nižjega bavarskega plemstva. Avgusta 1881 je kot oficirski kandidat vstopil v bavarsko kraljevo vojsko in decembra 1883 dobil čin podporočnika. Po končanem šolanju na bavarski vojaški akademiji je postal štabni oficir in služil v raznih enotah bavarske armade. 17. novembra 1902 se je na Dunaju poročil s Heleno Zöhrer, s katero je imel dva sinova in hčerko. 
Do prve svetovne vojne je služboval kot poveljnik in štabni oficir raznih enot, dokler ni 1. oktobra 1912 postal načelnik generalštaba bavarske kraljeve armade. Na tem položaju je ostal do začetka prve svetovne vojna avgusta 1914.

## Prva svetovna vojna
Ko se je leta 1914 začela vojaška mobilizacija, je kot generalmajor postal načelnik generalštaba nemške 6. armade. Udeležil se je  bitk na francoski in belgijski meji (14.-24. avgust 1914) in bitk med kasnejšim prodiranjem nemške vojske  proti Atlantiku septembra in oktobra 1914. 27. maja 1915 je napredoval v generalpodpolkovnika in kmalu zatem prevzel poveljstvo novoustanovljene gorske divizije Alpenkorps. Diviziji, ki se je bojevala na italijanski fronti, pri Verdunu in med invazijo v Srbijo in Romunijo, je poveljeval do februarja 1917. Za svoje zasluge je 13. septembra 1916 dobil najvišje prusko vojaško odlikovanje, red Pour le Mérite, 11. decembra 1916 pa še red Pour le Mérite s hrastovimi listi. Poleg pruskih odlikovanj je dobil tudi visoka bavarska odlikovanja, odlikovanja drugih nemških držav, Avstro-Ogrske in Otomanskega cesarstva.
1. marca 1917 je postal načelnik generalštaba armadne skupine »Vojvoda Albrecht Württemberški«, kjer je ostal do 9. septembra 1917. 11. septembra 1917 je prejel Komandantski križec za zasluge  Württemberškega vojaškega reda, ki je bil najvišje württemberško vojaško odlikovanje. Postal je načelnik generalštaba 14. armade, kateri je poveljeval Otto von Below, in sodeloval pri izdelavi načrtov za izjemno uspešno bitko pri Kobaridu. 24. oktobra 1917 je zato dobil najvišje bavarsko vojaško odlikovanje - Veliki križec vojaškega reda Maxa Josefa.
2. februarja 1918 je bila 14. armada v Italiji razpuščena, zato je armadni štab pod poveljstvom Otta von Belowa prevzel poveljstvo 17. armade, ki je bila ustanovljena za spomladansko ofenzivo v Franciji. V pripravah na ofenzivo je sodeloval tudi Konrad Krafft von Dellmensingen. Za zasluge pri pripravah je napredoval v generala topništva in prevzel poveljstvo 2. bavarskega armadnega korpusa. Korpusu je poveljeval od 18. aprila 1918, med nemško spomladansko ofenzivo in obrambnih bitkah, ki so sledile do konca vojne. 

## Obdobje po vojni
Konrad Krafft von Dellmensingen je bil decembra 1918 upokojen. Po vojni je bil aktiven v bavarskih monarhističhih političnih krogih, ki so zahtevali obnovitev monarhije. Leta 1920 je sodeloval pri pripravi uradne zgodovine bavarske armade v prvi svetovni vojni. 
Leta 1937 so po njem imenovali vojaški kompleks v Garmisch-Partenkirchenu -  »Krafft-von-Dellmensingen-Kaserne«, ki ga je leta 1945 prevzela vojska ZDA. Vojašnica je zdaj del  Evropskega centra za varnostne študije George C. Marshall.
Konrad Krafft von Dellmensingen je umrl  21. februarja 1953 v Seeshauptu v Gornji Bavarski.

## Visoka vojaška odlikovanja
- Pour le Mérite, 13. september 1916
- Pour le Mérite s hrastovimi listi, 11. december 1916
- Vojaški red Max-Joseph
- Red železne krone